# Junkers Ju 52
Junkers Ju 52 é uma aeronave de fabricação alemã, com  três motores radiais e capacidade para 17 passageiros, produzida entre 1932 e 1945, pela empresa Junkers. Também é conhecida como Tante Ju (Tia Ju) ou Auntie Ju. Foi apelidado pelas tropas aliadas durante a Segunda Guerra Mundial, como Iron Annie. Mais de 4.000 unidades foram produzidas, para uso civil e militar. É um dos modelos mais bem sucedidos na história da aviação européia.

## Histórico
Projetado por Ernst Zindel, na fábrica da cidade de Dessau, o modelo inicial tinha apenas um motor, o Ju 52/1m. O protótipo foi certificado em 1931, pelo Ministério dos Transportes da República de Weimar. Devido à falta de interesse por parte dos compradores, principalmente da Deutsche Lufthasa, foram adicionados mais dois motores, a fim de aumentar seu desempenho, mudando sua denominação para Ju 52/3m. O 3m significa drei motoren, ou três motores. Algumas fontes indicam ter sido da empresa Lloyd Aéreo Boliviano (LAB) o pedido pela adição de mais dois motores, enquanto outras afirmam ser a requisição da Deutsche Lufthasa. Fabricado com motores BMW, alguns modelos para exportação também utilizavam motores Pratt & Whitney Wasp ou Bristol Pegasus.
Os primeiros aviões com esta nova configuração e motores Pratt & Whitney, foram entregues ao Lloyd Aéreo Boliviano, e batizados como Juan del Valle e Huanuni.

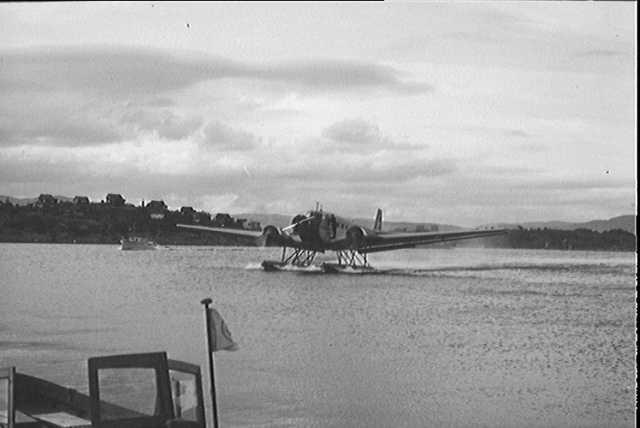
Ju-52, dotado de flutuadores, operando como hidroavião (Aeroporto de Gressholmen, Noruega, 1936).

Outro modelo do LAB, batizado de Bolívar, foi vendido à VASP, sendo este o primeiro a realizar a ligação Rio-São Paulo, em 1936, decolando do aeroporto de Congonhas, com o registro PP-SPD.
Transformou-se na aeronave padrão da Lufthansa, representando 74% da frota, em 1944. Realizava uma viagem Berlim-Roma, com sobrevôo dos Alpes, em apenas 8 horas, um tempo considerado excelente para a época. No entanto, por não possuir cabine pressurizada, era equipado com máscaras de oxigênio para voos de grande altitude.
Pela South African Airways, o Ju 52 realizou voos na rota Cidade do Cabo - Joanesburgo. Ao total, a companhia aérea utilizou 13 aviões deste modelo.
No Canadá também foi utilizado para transportar madeira e outros equipamentos de mineração, especialmente por um dos poucos Ju 52/1m existentes (apenas 7 foram construídos), com registro CF-ARM da Canadian Airways Limited, de Winnipeg.

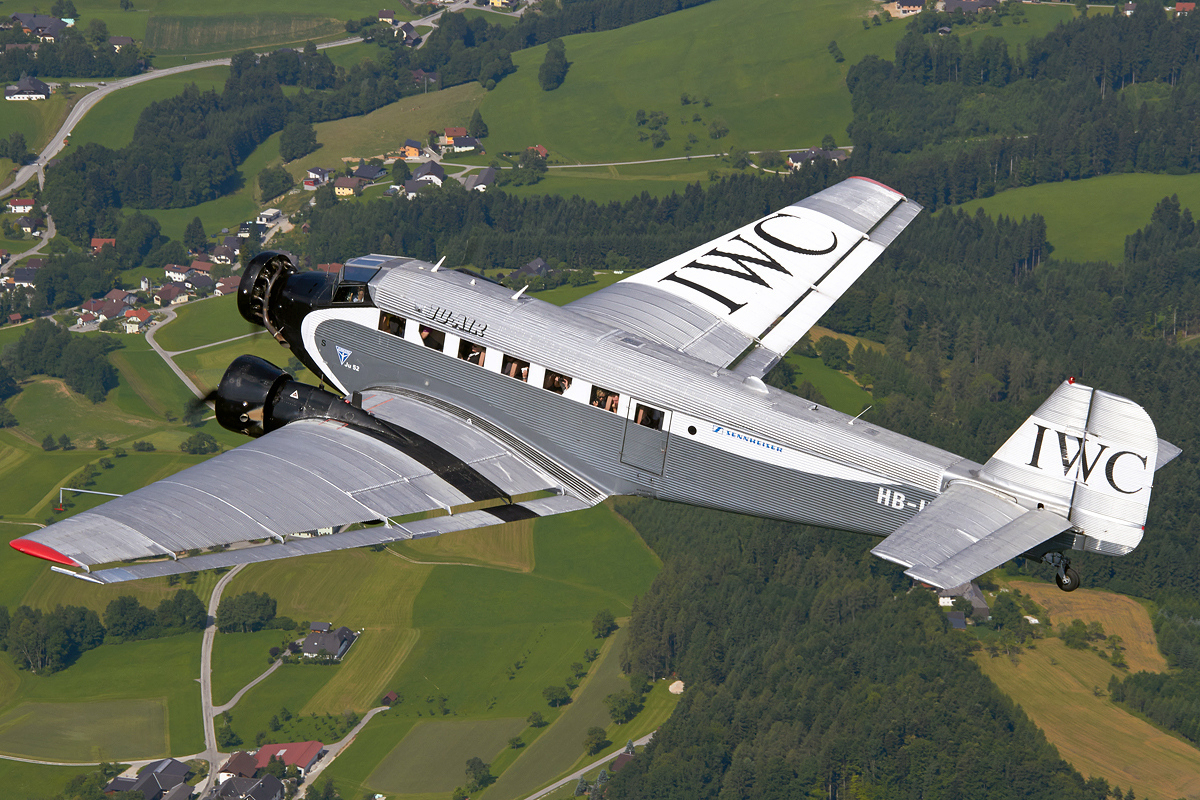
Um Ju-52 austríaco.

Começou a perder espaço no mercado com o surgimento dos aviões Douglas DC-2 e DC-3, que eram mais econômicos e transportavam um número maior de passageiros.
Em 1944, foi permitida a construção do modelo pela Construcciones Aeronáuticas S.A. (CASA) da Espanha, sendo então designado de CASA 352-L. Os Ju 52 também foram produzidos na França a partir de 1942, em uma fábrica da empresa aeronáutica francesa Amiot, incorporada pela Junkers durante a guerra, localizada na cidade de Colombes. Os aviões desta fábrica foram batizados de Amiot AAC.1 Toucan. Após a guerra, alguns destes modelos foram para a Air France, a CSA Czech Airlines e a Força Aérea Portuguesa. No ramo aéreo português esta aeronave ficou organizada num grupo de duas esquadrinhas de bombardeamento nocturno, sendo colocados na Base Aérea n.º 2, na Ota, actual Centro de Formação Militar e Técnica da Força Aérea.
Esteve em serviço pela Força Aérea Suíça até a década de 1980. Atualmente, alguns exemplares ainda voam na Alemanha, Suíça e Estados Unidos, para passeios turísticos. Outros dois exemplares restaurados estão na África do Sul e França.

### Uso militar

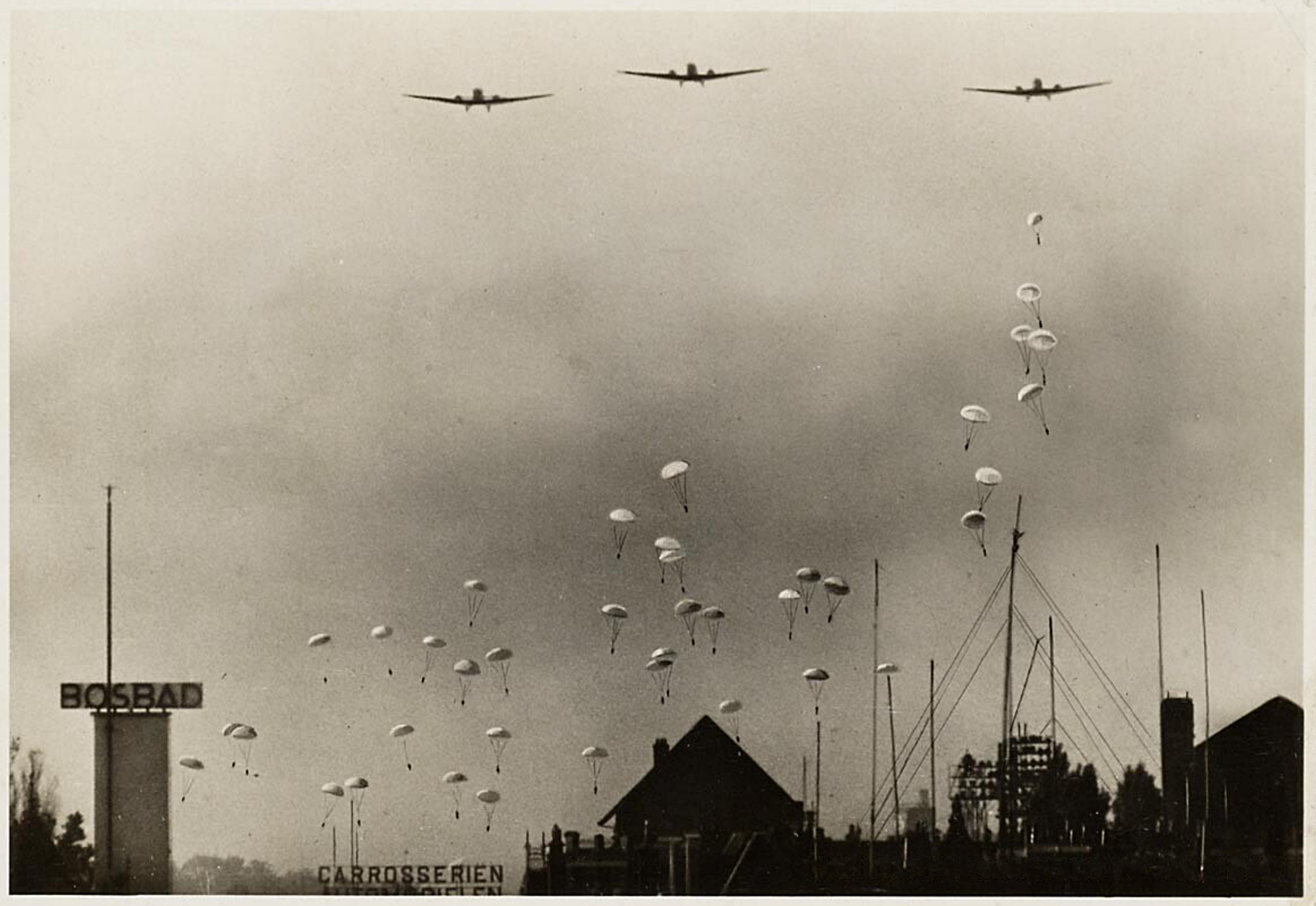
Fallschirmjägers (paraquedistas alemães) saltando de Ju 52 durante a Batalha de Haia (Holanda, 10 de maio de 1940).

Sua primeira utilização militar foi para o transporte de tropas bolivianas e equipamentos para a linha da frente de batalha, pelos cinco aviões do LAB, durante a Guerra do Chaco, conflito entre Bolívia e Paraguai.
Na guerra civil espanhola, o Ju 52 foi utilizado como transporte de tropas, principalmente de soldados vindos do Marrocos para a Espanha, além de servir de bombardeiro e transporte para missões de paraquedistas, pela Legião Condor, uma força de aviadores voluntários enviados pela Alemanha para ajudar o General Franco.
O mesmo uso foi feito durante a Segunda Guerra Mundial, para o transporte de tropas e suprimentos para a frente Oriental (Stalingrado), ou para o norte da África (Afrika Korps).
A versão Ju 52/3m W, hidroavião, serviu na campanha da Noruega em 1940 e, posteriormente, no teatro de operações do mediterrâneo.
O Ju 52 foi também uma peça fundamental na Operação Merkur (invasão alemã da ilha de Creta), no ano de 1941, como avião de transporte de paraquedistas. A operação foi considerada um sucesso, pois seus objetivos de conquista foram alcançados. No entanto, as baixas de paraquedistas foram grandes e pouco mais da metade dos 493 aviões que participaram da invasão foram danificados ou destruídos. Devido as altas perdas humanas e materiais desta operação, não foi realizada pela Alemanha mais nenhuma grande ofensiva utilizando tropas aerotransportadas.
Um modelo do Ju 52 estacionado no Equador, da empresa Syndicato Condor, subsidiária da Lufthansa no Brasil, foi um dos primeiros aviões capturados pelos Aliados na Segunda Guerra Mundial. Durante este período beligerante, inúmeros Ju 52 foram destruídos. No entanto, alguns aviões capturados foram postos em serviço das forças vitoriosas, sendo alguns utilizados pela Aeroflot.

## Aviões em operação
Ao final de 2005, havia oito Junkers Ju 52 em operação no mundo, tanto para exibição aérea como para voos turísticos.
| Dono                                  | Registro                | Versão       | Localização                                                             | Observações |
| ------------------------------------- | ----------------------- | ------------ | ----------------------------------------------------------------------- | --- |
| Ju-Air                                | HB-HOP, HB-HOT e HB-HOS | Ju 52/3m g4e | Base aérea de Dübendorf (próxima a Zurique), Suíça                      | Antigos A-701, A-702 e A-703 da Força Aérea Suíça, motores BMW originais |
| Ju-Air                                | HB-HOY                  | CASA 352L    | Normalmente Mönchengladbach, Alemanha ou base aérea de Dübendorf, Suíça | Agora equipado com motores BMW, antes estava exposto para visitação pública como D-CIAK no aeroporto internacional de Dusseldorf/Alemanha                                             |
| Deutsche Lufthansa Berlin-Stiftung    | D-CDLH                  | Ju 52/3m     | Aeroporto de Hamburgo                                                   | Nas cores históricas da Lufthansa D-AQUI (pintura que o avião utilizava 1936), motores Pratt & Whitney, agora com hélices de três pás, era conhecido até 1984 como "Iron Annie" N52JU |
| South African Airways Historic Flight | ZS-AFA                  | CASA 352     | Swartkop, África do Sul                                                 | Levado do Inglaterra para a África do Sul em 1984 para celebrar o 50º aniversário da South African Airways                                                                            |
| Commemorative Air Force               | N352JU                  | CASA 352L    | Aeroporto Regional de Gary, Indiana, próximo a Chicago, Estados Unidos  | Operado pelo The Great Lakes Wing da organização sem fins lucrativos Commemorative Air Force, equipado com motores Pratt & Whitney com hélices de três pás                            |
| Amicale J.B. Salis                    | F-AZJU                  | CASA 352     | Cerny, La Ferté Alais, próximo a Paris, França                          | Restauração terminada em 2003 |

### O mais antigo Ju 52 em operação

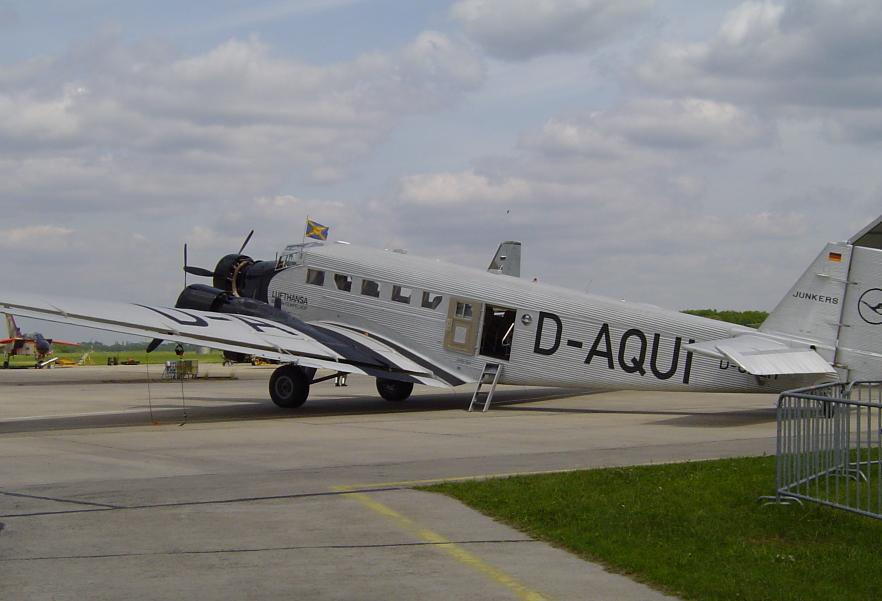
Junkers Ju 52/3m D-CDLH da Lufthansa. D-AQUI, pintado nas laterais, é a inscrição original do avião.

O mais antigo Ju 52 em operação ao final de 2005 foi produzido em 1936 com número de série 5489, registro D-AQUI "Fritz Simon", posteriormente vendido para a DNL Det Norske Luftfartsselskap em 1936, tornando-se o LN-DAH "Falken".
Confiscado pelo Exército Alemão em 1940, foi dado o antigo registro D-AQUI e nomeado "Kurt Wintgens". Após a guerra, os Aliados devolveram o avião aos antigos proprietários, a DNL. Registrado como LN-KAF "Askeladden", serviu no trajeto Tromsø - Kirkenes da costa norueguesa de fevereiro de 1948 até 1956.
Ficou estacionado no aeroporto Fornbu de Oslo por um ano, sendo vendido para a empresa Transportes Aereos Orientales do Equador, adotando o novo registro HB-ABS "Amazonas". Saiu de serviço em 1963 e permaneceu no Aeroporto de Quito por seis anos.
Comprado pelo ex-piloto da Força Aérea Americana Lester Weaver por U$ 52,500, foi registrado como N130LV e categorizado como "experimental" pelas autoridades norte-americanas.
No ano de 1975, o escritor estadunidense Martin Caidin comprou o avião por U$150.000, batizando-o como "Iron Annie". Com o novo registro N52JU, foi utilizado em exibições aéreas até a Lufthansa adquiri-lo em dezembro de 1984. Voou até Hamburgo via Groenlândia, Islândia e Inglaterra. Obteve novo registro oficial D-CDLH, sendo então batizado de "Tempelhof". No entanto, o antigo registro D-AQUI também está pintado em suas asas e laterais.

### Acidente

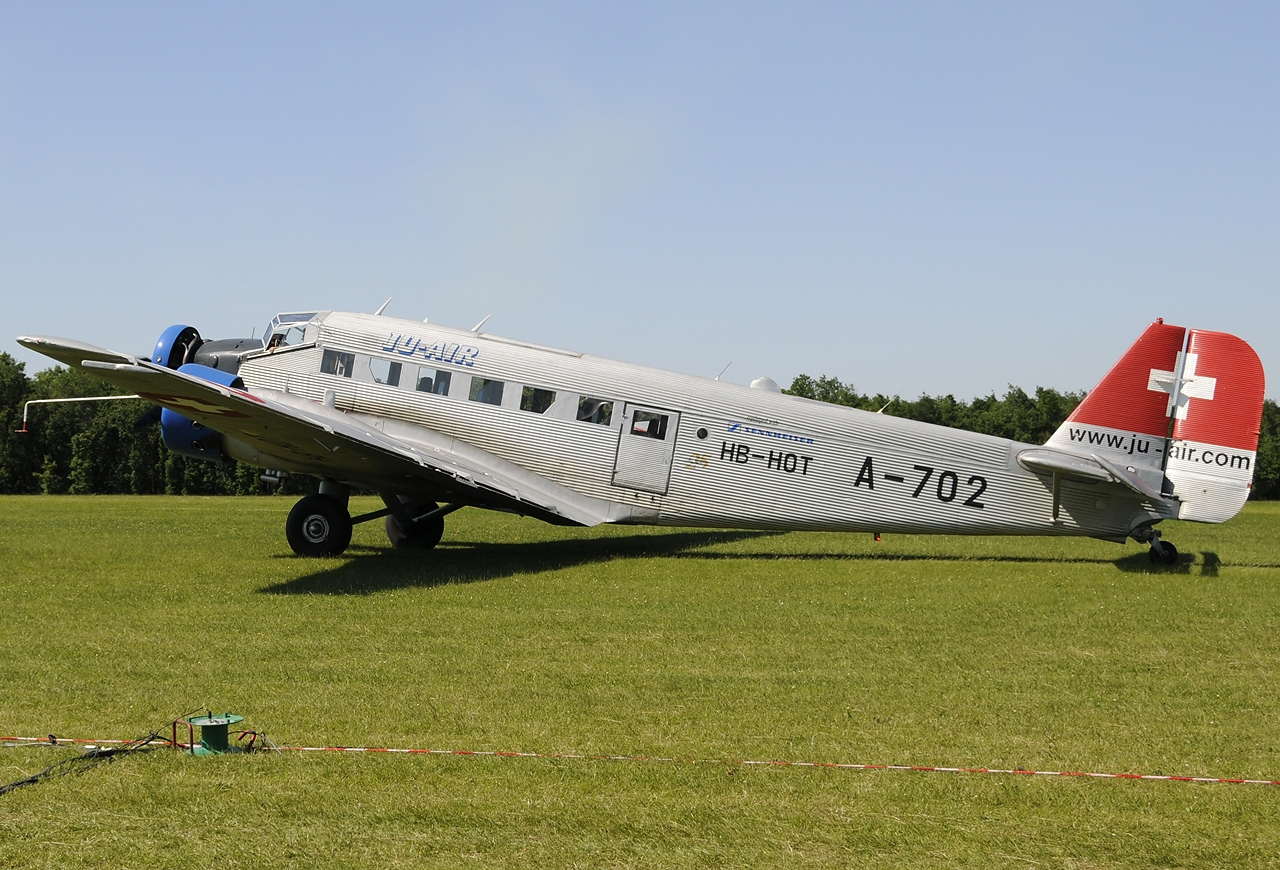
HB-HOT aeronave envolvida no acidente.

No dia 4 de agosto de 2018, o Junkers Ju-52 de prefixo HB-HOT, operado pela Ju-Air, que decolou do Aeroporto de Locarno, na Suíça com destino à Base Aérea de Dübendorf, próximo de Zurique, chocou-se na montanha Piz Segnas, as 16h50 (hora local), em uma altitude de 2 540 m (8 330 ft). Na aeronave havia três tripulantes e dezessete passageiros, a maioria de suíços, mas também incluía um casal de austríacos e seu filho. As autoridades suíças confirmaram uma hora depois que não houve sobreviventes, eram nove mulheres e onze homens.
Esse foi o primeiro acidente fatal que envolveu uma aeronave da Ju-Air, desde que a companhia iniciou as operações, em 1982. Em resposta ao acidente, a Ju-Air anunciou que suspenderá todos os voos com os seus outros Ju 52.

## Exemplares em museus

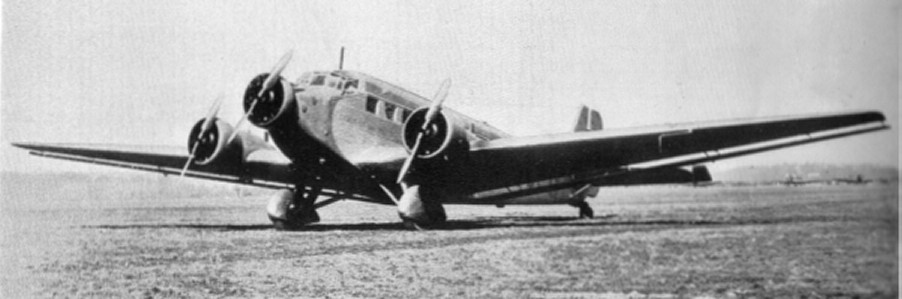
Junkers Ju 52/3m (1930).

Ju 52

Os museus aeronáuticos listados abaixo têm exemplares do Ju 52 em exibição.
América
- Museo Fuerza Aerea Colombiana, Bogotá, Colômbia
- Museo Nacional de Aeronáutica, Buenos Aires, Argentina
- Museu Asas de um Sonho, São Carlos, Brasil - Ainda sem exposição, recebido em 2009 como doação da Força Aérea Portuguesa.
- USAF Museum, Dayton, Estados Unidos[2]

Europa
- Museu do Automóvel e da Tecnologia de Sinsheim, Sinsheim, Alemanha[10]
- Deutsches Museum, Munique, Alemanha
- Deutsches Technikmuseum, Berlin, Alemanha
- Flugausstellung Leo Junior, Hermeskeil, Alemanha
- Flughafen München Besucherpark, Munique, Alemanha
- Norsk Luftfartsmuseum, Bodø, Noruega[11]
- Forsvarsmuseets Flysamling, Oslo, Noruega
- Hugo Junkers Technikmuseum, Dessau, Alemanha
- Imperial War Museum, Duxford, Reino Unido
- Interessengemeinschaft Ju52 e.V., Wunstorf, Alemanha
- Musée de l'Air et de l'Espace, Paris/Le Bourget, França
- Musee Toyale de l'Armee, Bruxelas, Bélgica
- Museo del Aire, Madrid, Espanha
- Muzej Yugoslovenskog Vazduhplovsta, Belgrado, Sérvia
- RAF Museum, Cosford, Reino Unido
- Svedino's Automobile and Aviation Museum, Falkenberg, Suécia
- Technikmuseum Speyer, Speyer, Alemanha
- The Aerospace Museum, Cosford, Inglaterra
- Museu do Ar, Alverca do Ribatejo, Portugal[12][13]

## Designações

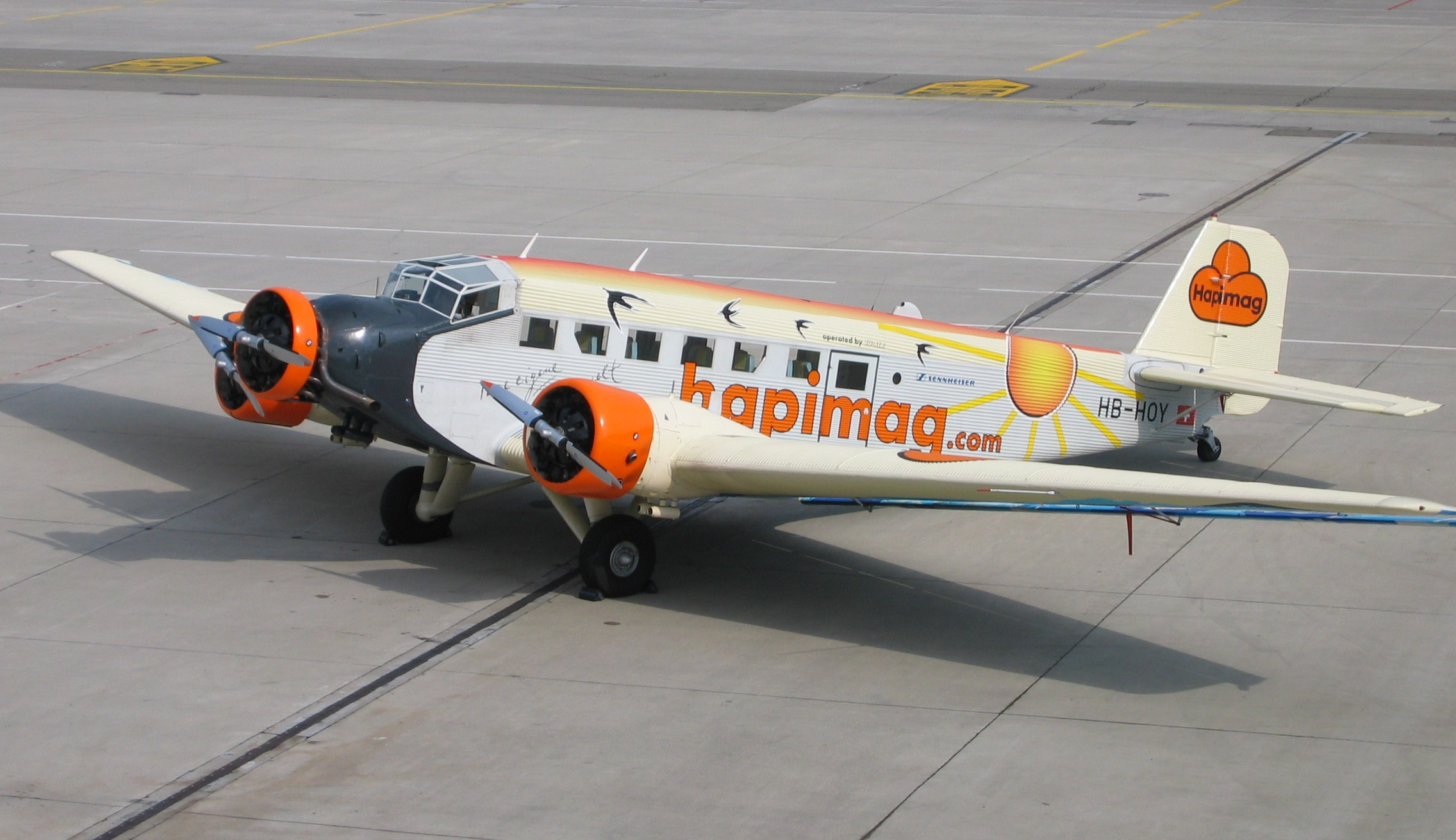
Junkers Ju 52/3m HB-HOY versão CASA 352, operado pela empresa Ju-Air (Suíça - 2004).

- Ju 52/1m de: o primeiro protótipo de 1932, monomotor.
- Ju-52/3m ce: (ou TP-5 na força aérea sueca) trimotor.
- Ju 52/3m ge: modelo de uso civil.
- Ju 52/3m g3e: primeira versão puramente militar, de 1938.
- Ju 52/3m g4e
- Ju 52/3m g5e
- Ju 52/3m g6e
- Ju 52/3m g7e
- Ju 52/3m g8e
- Ju 52/3m g9e
- Ju 52/3m g10e
- Ju 52/3m g12e
- Ju 52/3m g14e
- Ju-52/3m MS, Minensuch: avião antiminas marítimas. Um grande círculo de alumínio é instalado na parte de baixo do avião, e a corrente elétrica faz com que as minas magnéticas explodam.
- Ju 52/3m W, sendo W de Wasser (água): hidroavião.

## Utilização

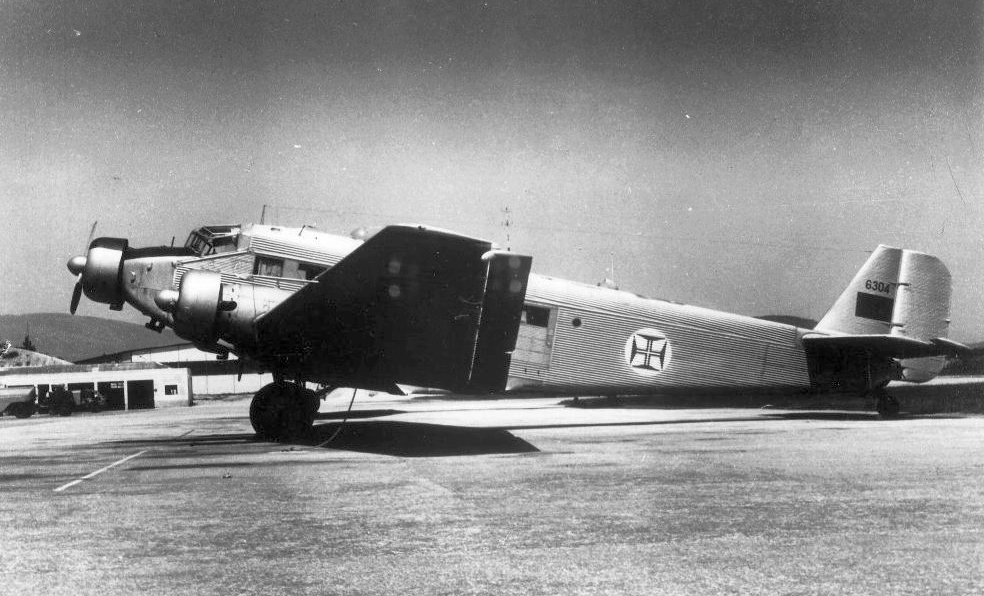
Um JU-52 operado pela Força Aérea Portuguesa, na Base Aérea n.º 3 (Tancos).

Abaixo uma lista com o nome de algumas empresas e forças-aéreas que utilizaram o Ju 52:

### África
South African Airways, DETA.

### América
Aeroposta Argentina, Canadian Airways Limited, Causa, Força Aérea Colombiana, Força Aérea Equatoriana, Lan Chile, Líneas Aéreas del Estado, Lloyd Aéreo Boliviano, SEDTA, Syndicato Condor (Lufthansa), Transportes Aereos Orientales (TAO), VASP, Varig.

### Ásia
Eurasia Aviation Corporation

### Europa
Aeroflot, Air France, Aero Portuguesa, Ala Littora, British European Airways, CSA Czech Airlines, Det Danske Luftfartselskab (Danish Airlines), Det Norske Luftfartsselskap (DNL), Direction des Communications aeriennes Bulgária, Força Aérea Alemã (Luftwaffe), Força Aérea Francesa, Força Aérea Suíça, Lufthansa, Real Força Aérea Húngara, Real Força Aérea Romena, Real Força Aérea Italiana, Scandinavian Airlines System (SAS).

#### Portugal
Força Aérea Portuguesa — As primeiras aeronaves chegaram a Portugal em dezembro de 1936, sendo utilizadas para bombardeamento noturno, situação que se manteve até meados da década de 40, quando foram distribuídos pelas Bases Aéreas de Sintra e da Ota, sendo-lhe atribuída em acumulação a missão de transporte. Em 1956, constituíram-se as Tropas Paraquedistas, integradas na Forca Aérea, ficando instaladas no Batalhão de Caçadores Paraquedistas, junto à Base Aérea nº3 (BA3). Os JU-52 foram, desde então, utilizados em missões de lançamento e treino de paraquedistas, pela Esquadra 502, que opera atualmente as aeronaves EADS CASA C-295M.

## Especificações
|                        | Junkers Ju 52/1m ce                                                                 | Junkers Ju 52/3m ce                  | Junkers Ju 52/3m g7e |
| ---------------------- | ----------------------------------------------------------------------------------- | ------------------------------------ | --- |
| Tripulação             | 2                                                                                   | 2                                    | 3 - dois pilotos e um operador de rádio |
| Capacidade             | 1 820 kg (4 010 lb) de carga                                                        | 17 passageiros                       | 18 soldados ou 12 macas |
| Comprimento            | 18,50 m (60,7 ft)                                                                   | 18,90 m (62,0 ft)                    | 18,90 m (62,0 ft) |
| Envergadura            | 29,50 m (96,8 ft)                                                                   | 29,25 m (96,0 ft)                    | 29,25 m (96,0 ft) |
| Altura                 | 4,65 m (15,3 ft)                                                                    | 6,10 m (20,0 ft)                     | 4,5 m (14,8 ft) |
| Área das asas          | 116 m² (1 250 ft²)                                                                  | 110,5 m² (1 190 ft²)                 | 110,5 m² (1 190 ft²) |
| Peso vazio             | 4 000 kg (8 820 lb)                                                                 | 5 970 kg (13 200 lb)                 | 6 510 kg (14 400 lb) |
| Peso carregado         | N/D                                                                                 | N/D                                  | 9 200 kg (20 300 lb) |
| Peso máx. de decolagem | 7 000 kg (15 400 lb)                                                                | 9 210 kg (20 300 lb)                 | 10 990 kg (24 200 lb) |
| Motorização            | 1 x motor a pistão BMW VIIaU V12                                                    | 3 x motores a pistão BMW Hornet A2   | 3 x motores a pistão BMW 132T radiais |
| Velocidade máxima      | 195 km/h (105 kn) ao nível do mar                                                   | 271 km/h (146 kn) a 900 m (2 950 ft) | 265 km/h (143 kn) ao nível do mar |
| Velocidade de cruzeiro | 160 km/h (86,4 kn)                                                                  | 222 km/h (120 kn)                    | 211 km/h (114 kn) |
| Alcance MTOW           | 1 000 km (621 mi)                                                                   | 950 km (590 mi)                      | 870 km (541 mi) |
| Teto de serviço        | 3 400 m (11 200 ft)                                                                 | 5 200 m (17 100 ft)                  | 5 490 m (18 000 ft) |
| Razão de subida        | 2,30 m/s ao nível do mar 8,6 minutos para 1000 metros 20,5 minutos para 2000 metros | 3,90 m/s                             | 17 minutos para 3050 metros |
| Carga alar             | 60,34 kg/m²                                                                         | 83,35 kg/m²                          | N/D |
| Peso por potência      | 13,8 kg/kW                                                                          | 7,95 kg/kW                           | N/D |
| Armamentos             | N/D                                                                                 | N/D                                  | 1 x metralhadora .51 MG 131 de 13 mm (0,512 in) na posição dorsal 2 x metralhadoras MG 15 de 7,92 mm (0,312 in) 500 kg (1 100 lb) de bombas (algumas variantes) |